# 庚酸雌二醇
庚酸雌二醇（英語：或，缩写EEn或E2-EN，商品名有：Perlutal、Topasel等）是一种有机化合物，分子式C25H36O3，可看作雌二醇17β位置的正庚酸酯，用于女性的激素避孕。